# 陳鞠旅
陳鞠旅（1904年4月3日—1952年3月2日）字戚揚，广东惠陽縣淡水鎮人，中华民国军事将领。

## 生平
陳鞠旅早年自黄埔军校第五期毕业，随后奉派至国民革命军第22师充任下级军官，成为时任第22师师长胡宗南的部下。后来，第22师被编入国民革命军第1师，陳鞠旅仍为胡宗南的部下，曾参加军阀混战及围剿中国工农红军。1936年11月，时任国民革命军第1师第2旅第3团中校团附的陈鞠旅随所在部队开入甘肃，进至同心县城时，突遭红28军伏击，第1师第2旅第3团团长刘超寰、第3团第1营营长陈文杞负伤，第3团第3营溃散，第3团第2营被压制于一条深沟中。陈鞠旅命令将各营连的轻、重机关枪集中起来使用，并命令连长以下的带兵官高呼口号“第一师不打败仗，第一师不当俘虏”。第3团伤亡600多人，最终等来了第4团之援救。陈鞠旅因此战的出色表现受到胡宗南器重，被升为第3团上校团长。
抗日战争爆发时，陈鞠旅率军在上海蕰藻浜阵地坚守，多次与日军进行肉搏战，战后获记大功一次，并升为第1旅少将旅长。抗日战争期间，因第1师长期驻守陕西潼关，故陈鞠旅极少能同日军作战。抗日战争中期，胡宗南派陈鞠旅接管不属于胡宗南派系的预备第3师，陈鞠旅就职不久便将该师自董钊手中夺得。1944年7月，豫中的中国军队遭日军击溃之时，第十六军副军长兼预备第3师师长陈鞠旅奉命紧急驰援河南灵宝。陈鞠旅率部在夫妇峪阻击日军，部下的第8团（周士瀛任团长）在1500高地全歼日军一个中队，为稳定战局作出了贡献。战后，预备第3师获授武功状，这也是胡宗南手下各部队中最先获得武功状的部队。
第二次国共内战全面爆发之时，陈鞠旅随第十六军在华北战斗，1948年1月，陈鞠旅升任整编第203师师长。1948年6月，整编第1师师长罗列调升西安绥靖公署参谋长，胡宗南命陈鞠旅接任整编第1师师长。当时，整编第1师自第二次国共内战爆发后便接连惨败，尽管在重点进攻中，胡宗南命整1师整1旅象征性地“率先攻占”延安，但整1师的战斗力依旧不强。胡宗南看重陈鞠旅对部队的训练能力，希望他能提高整1师的战斗力。
1949年5月，中国西北地区的胡宗南系部队弃守西安退保汉中，随后又退入四川。陈鞠旅在战地被提升为第18兵团副司令官兼第一军军长。1949年12月22日，胡宗南在新津召开军事会议，会议决定成都守军应全力向西昌突围，等待第三次世界大战爆发。此次会议命令陈鞠旅的第一军协同第三军、第三十六军向南突围。该计划原定于12月23日晚22时开始行动，但行动刚开始，第15兵团、第20兵团于12月24日先后宣布起义。突围部队被迫调整部署，第一军作为左兵团先头部队单独行动，接应后续的第3军以及第36军一个师突围。12月24日下午，被困的国军部队正式开始突围。陈鞠旅的第一军于12月26日进至邛崃地区。此时，第一军的第1师已溃散，第78师伤亡惨重，第167师前后两任师长均已阵亡。陈鞠旅同好友、干部训练团学生总队长王应尊及第5兵团参谋长吴永烈等商议，决定劝兵团司令李文率部投降中国人民解放军。12月27日，陈鞠旅命第一军残部放下武器，接受中国人民解放军第十二军的改编。据说，当陈鞠旅在军部召集营以上干部宣布该决定时，与会人员全落下了眼泪。
陈鞠旅率部投降中国人民解放军之后，被定为起义人员，送入西南军政大学高级班学习。1950年3月，陈鞠旅被任命为西南军区高级参议。后来，因为和陈鞠旅一起投降的李文、冯龙、周士瀛等人先后逃走，陈鞠旅因此而受牵连，遭逮捕审查。1952年3月2日，陈鞠旅在重庆狱中病逝。